# ユリーカ郡区 (アイオワ州アデア郡)
ユリーカ郡区（ユリーカぐんく、英語: Eureka Township）は、アメリカ合衆国アイオワ州アデア郡にある17の郡区の一つである。2000年の国勢調査で、人口は123人だった。

## 地理
アメリカ合衆国国勢調査局によると、郡区の面積は92.19平方キロメートル（35.59平方マイル）で、うち0.13平方キロメートル（0.05平方マイル）は水域である。

### 都市
- フォンタネ（Fontanelle）

### 廃止された町
- Berea

### 墓地
この郡区は1箇所の墓地を有する。

### 主要高速道路
- Iowa Highway 92

### 湖
- Nodaway Lake

### ランドマーク
- Ken Sidey Nature Area County Park
- Nodaway Park

## 学区
- Nodaway Valley

## 選挙区
- Iowa's 5th congressional district
- State House District 58
- State Senate District 29